# ジャレッド・ジレット
ジャレッド・ギャヴァン・ジレット（Jarred Gavan Gillett、1986年11月1日 - ）はオーストラリア・ゴールドコースト出身のサッカー審判員。

## 来歴
2010-11シーズン、Aリーグデビューを果たし15試合を担当。
世界で初めてVARをリーグ戦全試合に導入したオーストラリアで、9人のAリーグ初代VARうちの1人となる。
2015年、交流プログラムの一環としてクリストファー・ビースとともに来日。J1リーグ第8節横浜F・マリノス対サンフレッチェ広島戦および第9節松本山雅対アルビレックス新潟戦を担当した。
2016年、交流プログラムの一環としてベンジャミン・ウィリアムスとともに再び来日。J1リーグ第15節柏レイソル対ベガルタ仙台およびJ2リーグ第16節FC岐阜対V・ファーレン長崎戦を担当。
2011-12シーズンAリーグの最優秀レフェリーに選出されると、2014-15シーズンから2017-18シーズンまで4年連続となるAリーグ最多5回の受賞を果たす。
2019年、脳性麻痺に関する研究を専門に学ぶため渡英。リヴァプール・ジョン・ムーア大学でポスドクの研究職に就きながら、審判員としての活動を続けるため2019-20シーズンイングランドのセレクトグループ2に加わる。
2019年4月15日、EFLリーグ2のモアカム対チェルトナム・タウンでイングランドデビュー。シーズン最終節にはEFLチャンピオンシップのブラックバーン対スウォンジー戦の主審を担当。
2021年6月22日、セレクトグループ1に昇格。これにより2021-22シーズン以降のプレミアリーグ担当資格を得る。
2021年9月25日、プレミアリーグ第6節ワトフォード対ニューカッスル・ユナイテッドの一戦に主審として割り当てられ、プレミアリーグ史上初の外国人レフェリーとなる。

## 受賞歴
- Hyundai A-League Referee of the Year : 5回（2011-12、2014-15、2015-16、2016-17、2017-18）